# Cyclopina rotundipes
Cyclopina rotundipes är en kräftdjursart som beskrevs av Herbst 1952. Cyclopina rotundipes ingår i släktet Cyclopina och familjen Cyclopinidae. Inga underarter finns listade i Catalogue of Life.